# Camilo Gonsar
Camilo González Suárez-Llanos (Sarria, 1931 - Vigo, 9 de noviembre de 2008), conocido por el pseudónimo de Camilo Gonsar, fue un narrador español en lengua gallega. Formó parte del grupo literario que forma la denominada nueva narrativa gallega, que renovó la prosa gallega en la segunda mitad del siglo XX.
Estudió el bachillerato en Vigo y cursó las carreras de Filosofía y Derecho en Madrid. Tras vivir durante un tiempo en Londres, fue profesor de la Universidad de Syracusa, Nueva York, y luego profesor de filosofía en un instituto de secundaria desde 1964 hasta su jubilación.

## Obra
- Lonxe de nós e dentro, 1961 (relatos)
- Como calquera outro día, 1962 (novela)
- Cara a Times Square, 1980 (novela)
- A desfeita (semirreportaxe), 1983 (novela; Premio de la Crítica de narrativa gallega)
- Cemento e outras escenas, 1994 (narrativa)
- Arredor do non, 1995 (narrativa)
- A noite da aurora, 2003 (novela)